# Drapeau de la république socialiste soviétique de Lituanie

Drapeau de la république socialiste soviétique de Lituanie (1953-1988)

Drapeau de la république socialiste soviétique de Lituanie (1940-1953)

Drapeau de la république socialiste soviétique de Lituanie (1988-1990) puis de la république de Lituanie (1990-2004).

Le drapeau de la RSS de Lituanie a été adopté par la RSS lituanienne, le 15 juillet 1953.
Avant cela, le drapeau était rouge avec un marteau et la faucille en or dans le coin supérieur gauche, et les caractères latins LIETUVOS TSR écrit en or au-dessus d'eux.